# Intercostalneuralgie
Die Intercostalneuralgie (oder Interkostalneuralgie) bezeichnet einen Nervenschmerz (Neuralgie) der Brustwand entlang eines Zwischenrippennerven (lateinisch inter „zwischen“, costa „Rippe“). Meist liegt ein ziehender, anhaltender Schmerz vor.

## Symptome
Bei einer Interkostalneuralgie treten die Nervenschmerzen im Bereich der Zwischenrippennerven gürtelförmig im Brust- oder Rückenbereich auf und werden durch Husten oder Pressen verstärkt. Typisch sind anhaltende Schmerzen, die sich anfallartig verstärken können und von den Betroffenen als messerscharf und zermürbend beschrieben werden. Bei starken Anfällen treten häufig Todesangst und Atembeschwerden auf. Missempfinden und Gefühlsstörungen können in den betroffenen Bereichen ebenfalls auftreten.
Typische Druckpunkte liegen neben der Wirbelsäule (paravertebral), von der Achselhöhle aus abwärts (Axillarlinie) und neben der Mittellinie (Medianlinie) vorn (paramedian). Die Schmerzen entstehen durch eine Irritation entweder der Nervenwurzel bei ihrem Austritt aus dem Rückenmark oder der Nerven selbst. Jeder Zwischenrippennerv versorgt einen ganz bestimmten, zwischen den einzelnen Rippen liegenden Haut- und Gewebebereich, in dem dann der Schmerz empfunden wird.
Verwechselt werden kann die Intercostalneuralgie mit Schmerzen innerer Organe, Pleuraentzündung und Beschwerden durch Stenokardie.

## Ursachen
Verantwortlich für die Interkostalneuralgie können verschiedene Erkrankungen sein, sodass der Begriff der Interkostalneuralgie nur ein Symptom und keine Diagnose beschreibt. Dazu gehören Erkrankungen der Wirbelsäule (insbesondere der Brustwirbelsäule), der Rippen, der Lunge oder des Rippenfells. Bei der Wirbelsäule sind abnutzungsbedingte Veränderungen einhergehend mit der Einengung von Nervenwurzeln Ursache. Auch nach einer operativen Eröffnung des Brustkorbes mit eventueller Rippenentfernung kann es zu einer Interkostalneuralgie (dem Postthorakotomie-Syndrom) kommen. Häufig ist auch eine, eine Intercostalneuritis bewirkende, Gürtelrose (Herpes Zoster) der Grund.
Seltener wird die Interkostalneuralgie durch eine Erkrankung des Rückenmarks, durch eine angeborene Verengung der Hauptschlagader (Aortenisthmusstenose) oder Tumoren im Bereich der Luftwege oder des Lungenfells verursacht.
Differentialdiagnostisch können auch Erkrankungen des Herzens, des Magens, der Leber oder der Gallenblase in die dazugehörigen Hautzonen ausstrahlen.

## Therapie
Es können Schmerzmittel oder Rheumamittel (nichtsteroidale Antirheumatika) verabreicht werden. Weiter werden Mittel zur Muskelentspannung verabreicht. Bei extremen Schmerzen können auch Opioide verabreicht werden. Therapeutische Lokalanästhesie mit einem lang wirkenden Betäubungsmittel in Form von örtlichen und zeitlich begrenzten Betäubungen oder Nervenblockaden sind oft sinnvoller.
Die Rückenmarkstimulation kann ein wirksames Verfahren sein, um die Schmerzen zu lindern. Des Weiteren hilft auch eine Ultraschalltherapie, die meist bei Physiotherapien durchgeführt wird, da sie den Muskeln und Nerven Wärme zuführt, um diese zu entspannen. Eine Alternative zu neurodestruktiven Verfahren (z.B mit Hitze als Themokoagulation), ist die Anwendung einer Kältesonde Kryosonde (englisch cryoprobe) in der Nähe der betroffenen sensiblen Nerven um eine Kryoneurolyse (Nervenvereisung) durchzuführen, die den Nerv in seiner Funktion stört, aber seine anatomische Struktur intakt lässt.